# André Gröschel
André H. Gröschel (* 1983 in Pegnitz) ist ein deutscher Chemiker (Makromolekulare Chemie).
Gröschel studierte nach dem Abitur in Pegnitz (2001) Chemie an der Universität Bayreuth mit dem Diplom 2008 (Block Copolymers for Cotton Modification) und der Dissertation 2012 (Bottom up self Assembly across Hierarchies: From Triblock Terpolymers to Patchy Particles to Colloidal (Co)Polymers). Als Post-Doktorand war er an der Universität Aalto in Finnland. Er ist seit 2016 Junior-Professor an der Universität Duisburg-Essen (Labor für Kolloid- und Polymerwissenschaften, NETZ – NanoEnergieTechnikZentrum).
Er befasst sich mit der Entwicklung funktionaler Nanomaterialien, die sich selbst zusammensetzen. Die gewünschten Eigenschaften sind zum Beispiel optischer Natur, hohe Porosität, Grenzflächenstabilität, Biokompatibilität und Katalyse. Ausgangspunkt sind Block-Copolymere und Kolloide.
Für 2018 erhielt er den Dannie-Heineman-Preis für  Arbeiten zu Selbstorganisationsprozessen von Kolloiden und Hybrid-Nanopartikeln, insbesondere zur kontrollierten Herstellung neuartiger Strukturen aus wohldefinierten, makromolekularen Bausteinen (Laudatio).

## Schriften (Auswahl)
- mit Felix H Schacher, Holger Schmalz, Oleg V. Borisov, Ekaterina B. Zhulina, Andreas Walther, Axel H.E. Müller: Precise hierarchical self-assembly of multicompartment micelles, Nature Communications, Band 3, 2012, S.  710
- mit  Andreas Walther, Tina Löbling, Felix H. Schacher, Holger Schmalz, Axel H. E. Müller: Guided hierarchical co-assembly of soft patchy nanoparticles, Nature, Band 503, 2013, S. 247–251
- mit Andreas Walther, Tina Löbling, Joachim Schmelz, Andreas Hanisch, Holger Schmalz, Axel H. E. Müller: Facile, solution-based synthesis of soft, nanoscale Janus particles with tunable Janus balance, Journal of the American Chemical Society, Band 134, 2012, S. 13850–13860
- mit A. H. E. Müller: Self-assembly concepts for multicompartment nanostructures, Nanoscale, Band 7, 2015, S. 11841–11876